# 電気化学会
公益社団法人電気化学会（でんきかがくかい、英称：The Electrochemical Society of Japan, 略称「ECSJ」）は、「電気化学に関する産業・学術の進歩発展を図る」ことを目的に、電気化学に関連する仕事をしている研究者・企業人・学生を主な構成員として設立された日本の学会である。前身は社団法人「電気化学協会」である。

## 沿革
- 1933年（昭和 8年） - 前身である電気化学協会として創立
- 1935年（昭和10年） - 商工省と文部省所管の社団法人化
- 1996年（平成 8年） - 電気化学会と改称
- 2012年（平成24年） - 内閣府所管の公益社団法人化

## 活動
現在の会員数は3,700名余である(2020年12月現在)。毎年春と秋に大会を開催している。また、およそ4年毎にはアメリカ電気化学会との合同大会をハワイで主催している。下部組織として多くの支部・研究技術懇談会・委員会が存在する。

## 会誌
（数回改名しており、書誌情報が分断している。2019年頃から公式サイトの会誌名変遷情報が抹消されている）
- 1933年（昭和 8年） – 1961年（昭和36年）: 『電氣化學』[2]・『電気化学』 DENKI KAGAKU[3] (略称: J. Electrochem. Assoc. Jpn., J. Electrochem. Soc. Jpn. (時期による)[3])
- 1961年（昭和36年） – 1998年: 『電気化学および工業物理化学』[1][4] DENKI KAGAKU[1] (略称: Denki kagaku[3])
- 1999年 – 2018年: 『Electrochemistry（電気化学および工業物理化学）』[1] (J-STAGE名称:Electrochemistry[5] 略称: Electrochemistry[3])
  - 毎年1–5,7–11号が和文、6,12号のみ英文[6]
- 2018年 –  : (2020年時点)
  - 学会誌 『電気化学』(季刊)[7]
  - 論文誌 Electrochemistry [8]

## 賞
毎年春の大会で以下の表彰が行われる。
- 功績賞（個人会員対象)
- 学会賞（武井賞）（個人会員対象）
- 学術賞（個人会員または法人会員・特別法人会員所属の個人対象）
- 技術賞（棚橋賞）（個人会員または法人会員・特別法人会員所属の個人対象）
- 進歩賞（佐野賞）（個人会員または法人会員・特別法人会員所属の個人対象）
- 女性躍進賞（電気化学および工業物理化学に関する独創性の高い研究または新しい技術開発を進め、今後の活躍が期待される女性研究者・技術者）
- 論文賞